# Cecilia Brækhus
Cecilica Carmen Linda Brækhus (ur. 28 września 1981 w Cartagena de Indias) – norweska pięściarka zawodowa, mistrzyni świata organizacji WBC, WBA, IBF i WBO, była kickbokserka.

## Początki
Urodziła się w Cartegenie w Kolumbii. W wieku dwóch lat została adoptowana przez norweskie małżeństwo i przeniosła się do Bergen, gdzie w wieku czternastu lat rozpoczęła treningi kickboxingu.
Wkrótce potem przeniosła się do sekcji bokserskiej. Jej amatorski bilans to 75 zwycięstw i 5 porażek.

## Kariera w kickboxingu
- Mistrzostwo Europy WAKO w 2002 roku (kategoria do 65 kg)
- Mistrzostwo Świata WAKO W 2003 roku (kategoria do 65 kg)
- 3 mistrzostwa Norwegii

## Kariera amatorska w boksie
- Srebrny medal na mistrzostwach świata w 2005 roku
- Złoty medal na mistrzostwach Europy w 2005 roku
- Srebrny medal na mistrzostwach Europy w 2004 roku

## Kariera zawodowa
W 2007 roku podpisała zawodowy kontrakt z grupą Sauerland Event. Pierwszą zawodową walkę stoczyła 20 stycznia 2007 roku, wygrywając na punkty z Kseniją Koperek.
14 marca 2009 roku wywalczyła swój pierwszy pas mistrzyni świata. W Kolonii pokonała jednogłośnie na punkty Vinni Skovgaard.
30 maja 2009 roku do tytułu WBC dorzuciła mistrzowski pas federacji WBA, dzięki punktowym zwycięstwie nad Amy Yuratovac.
30 października 2010 roku stoczyła walkę o trzy mistrzowskie pasy - WBC, WBA i WBO. Jej rywalką była Mikaela Lauren. Wygrała przez TKO w 7 rundzie.
13 września 2014 roku stanęła do walki o mistrzowskie pasy wszystkich czterech najważniejszych federacji - WBC, WBA, IBF, a także WBO. Jej przeciwniczką była Ivana Habazin. Wygrała walkę jednogłośnie na punkty (3x 100-90).
24 lutego 2017 roku podjęła w Oslo Klarę Svensson. Stawką walki były pasy mistrzowskie wszystkich czterech najważniejszych organizacji. Walkę wygrała jednogłośnie na punkty.
9 czerwca 2017 roku w rodzinnym Bergen zmierzyła się z Ericą Anabellą Farias. Pojedynek zakończył się wygraną Brækhus na punkty (99-91, 99-91, 98-92).
16 sierpnia 2020 w Tulsie poniosła swoją pierwszą porażkę w boksie zawodowym, przegrywając na punkty z Jessicą McCaskill 94-97, 93-97 i 95-95. 14 marca 2021 w zorganizowanej w Dallas walce rewanżowej, Norweżka ponownie przegrała na punkty (89-110, 90-99, 91-98).